# Dichromodes aesia
Dichromodes aesia är en fjärilsart som beskrevs av Turner 1930. Dichromodes aesia ingår i släktet Dichromodes och familjen mätare. Inga underarter finns listade i Catalogue of Life.